# Cydistomyia cyanea
Cydistomyia cyanea är en tvåvingeart som beskrevs av Christian Rudolph Wilhelm Wiedemann 1828. Cydistomyia cyanea ingår i släktet Cydistomyia och familjen bromsar. Inga underarter finns listade i Catalogue of Life.